# Semión Kozak
Semión Antonovich Kozak (en ruso: Семён Антонович Козак; en ucraniano: Семен Антонович Козак, romanizado: Semen Antonovych Kozak; Iskorost, Imperio ruso, 23 de mayo de 1902 – Yuzhno-Sajalinsk, Unión Soviética, 24 de diciembre de 1953) fue un teniente general soviético que participó en la Segunda Guerra Mundial en las filas del Ejército Rojo. En el curso de dicha contienda recibió dos veces el título de Héroe de la Unión Soviética por el valor y el coraje demostrados al mando de la 73.ª División de Fusileros de la Guardia.

## Biografía

### Infancia y juventud
Semión Kozak nació el 23 de mayo de 1902 en el seno de una familia ucraniana de clase trabajadora, en la pequeña localidad rural de Iskorost —en esa época situada en la gobernación de Volinia en el Imperio ruso, actualmente ubicada dentro de la ciudad de Kórosten en el óblast de Zhitómir en Ucrania—.
Desde marzo de 1921, en el contexto de la Guerra civil rusa, trabajó como tendero en el Ferrocarril del Suroeste. Entre mayo y agosto de 1922, luchó como parte de una compañía independiente de las Fuerzas de Propósito Especial (ChON) contra las bandas armadas antibolcheviques de Garas y Ditrovsky en Óvruch. Comenzó un año de estudios en la Escuela provincial del Partido en Zhitómir en octubre de 1922 y al final de este período fue enviado a Olevsk y Barash como trabajador del partido. En diciembre de 1923, Kozak se unió a un grupo de trabajadores del comité ejecutivo del distrito y del comité del partido del distrito para reprimir la banda de Vasilenko cerca de Barash.
Se afilió al Partido Comunista —en esa época conocido como Partido Obrero Socialdemócrata de Rusia (bolchevique)— en 1923.

### Periodo de entreguerras
Reclutado en el Ejército Rojo el 28 de marzo de 1924, Kozak fue destinado al batallón de artillería de obuses de la 23.ª División de Fusileros del Distrito Militar de Ucrania en Chujúyiv, donde sirvió sucesivamente como soldado-instructor político, jefe de la organización del partido y comisario militar adjunto de la tercera batería. Después de convertirse en politruk temporal de la escuela del batallón, aprobó el examen para completar un curso en la Escuela de Artillería de Kiev, donde se graduó en 1928. Desde enero de 1929, sirvió sucesivamente como comandante de la 5.ª batería y luego de la batería de entrenamiento del regimiento de artillería de la 51.ª División de Fusileros del Distrito Militar de Ucrania y como instructor en los cursos de comandantes de distrito en Nicolaiev.
Entre mayo y septiembre de 1929, se desempeñó como comandante de un batallón de artillería en el 153.º Regimiento de Fusileros en Odesa. Entre el 14 de marzo y el 1 de diciembre de 1933, completó los cursos de formación avanzada de vehículos blindados para el Estado Mayor del Ejército Rojo en Leningrado. Después de concluir su educación, fue nombrado comandante e instructor de tácticas en la Escuela Militar de Técnicos de Tanques de Leningrado. En agosto de 1935, se convirtió en instructor de artillería y, en enero de 1936, en instructor de táctica superior y luego comandante en funciones del 3.er batallón de la escuela.
Desde octubre de 1935 estudió en el departamento externo de la Academia Militar Frunze y en octubre de 1937 fue trasladado al segundo curso del departamento especial de la academia. Finalmente se graduó en la academia en agosto de 1936, aunque permaneció allí como instructor júnior del departamento de fuerzas blindadas. En 1939, junto con un grupo de estudiantes de la academia, Kozak participó en la invasión soviética de Polonia. En abril de 1941 fue nombrado instructor en los departamentos de táctica y fuerzas blindadas de la academia.

### Segunda Guerra Mundial
Después de la invasión alemana de la Unión Soviética, el entonces teniente coronel Semión Kozak fue nombrado inspector superior del grupo de fuerzas de fusileros del departamento de inspección de nuevas formaciones de la Dirección Principal para la Formación y Dotación del Ejército Rojo (Glavupraform). Desde enero de 1942 se desempeñó como inspector superior del Primer Departamento de la Dirección de Inspección y Entrenamiento de Nuevas Formaciones de Unidades de Fusileros, parte de Glavupraform. En octubre fue enviado al Frente de Stalingrado y desde el 29 de octubre sirvió como subjefe de Estado Mayor del puesto de mando avanzado del 64.º Ejército (en abril de 1943 el ejército fue renombrado como 7.º Ejército de la Guardia), con el que participó en la batalla de Stalingrado. El entonces coronel, Kozak tomó el mando de la 73.ª División de Fusileros de la Guardia el 18 de abril de 1943. En ese momento, la división había llegado al Frente de Vorónezh y estaba involucrada en intensas batallas defensivas en el eje de Bélgorod, durante la batalla de Kursk. A partir de agosto, la división participó en la operación ofensiva de Járkov y en la batalla del Dniéper. A finales de septiembre unidades de la 73.ª División de Fusileros de la Guardia estuvieron entre las primeras en cruzar el Dniéper en la zona de Stary Orlik,  donde capturaron y expandieron una cabeza de puente. Por cruzar el Dniéper, veinte soldados de la división fueron galardonados con el título de Héroe de la Unión Soviética, y el propio Kozak recibió el título el 26 de octubre.
Desde el 31 de diciembre de 1943 al 18 de enero de 1944, Kozak estuvo al mando temporalmente del 75.º Cuerpo de Fusileros del 53.º Ejército del Segundo Frente Ucraniano y luego volvió a asumir mando de la 73.º División de Fusileros de la Guardia. En ese momento, la división formaba parte del 64.º Cuerpo de Fusileros del 57.º Ejército, que defendía el suroeste de Kirovogrado. A partir del 22 de febrero, la división y su ejército fueron asignados al Tercer Frente Ucraniano y participó en las ofensivas de Bereznegovatoye-Snigirevka, Odesa (ambas parte de la más amplia ofensiva del Dniéper-Cárpatos), Jassy-Kishinev, Balcanes y Belgrado. Durante esta última ofensiva, la división participó en la liberación de Belgrado el 20 de octubre, por lo que recibió la Orden de la Bandera Roja el 14 de noviembre.
Durante la ofensiva de Budapest a principios de noviembre, la división de Kozak cruzó el Danubio cerca de Batina, capturó una importante cabeza de puente y la amplió en combates sostenidos. Por esta acción, recibió una segunda Estrella de Oro de Héroe de la Unión Soviética el 28 de abril de 1945, recibiendo la rara distinción de ser dos veces Héroe de la Unión Soviética. El 10 de marzo de 1945 fue ascendido al mando del 21.º Cuerpo de Fusileros de la Guardia del 4.º Ejército de la Guardia, que dirigió en la ofensiva de Viena. Por la distinción de la unidad en la captura de la ciudad de Viena, el cuerpo recibió el nombre honorífico de «vienés».

### Posguerra

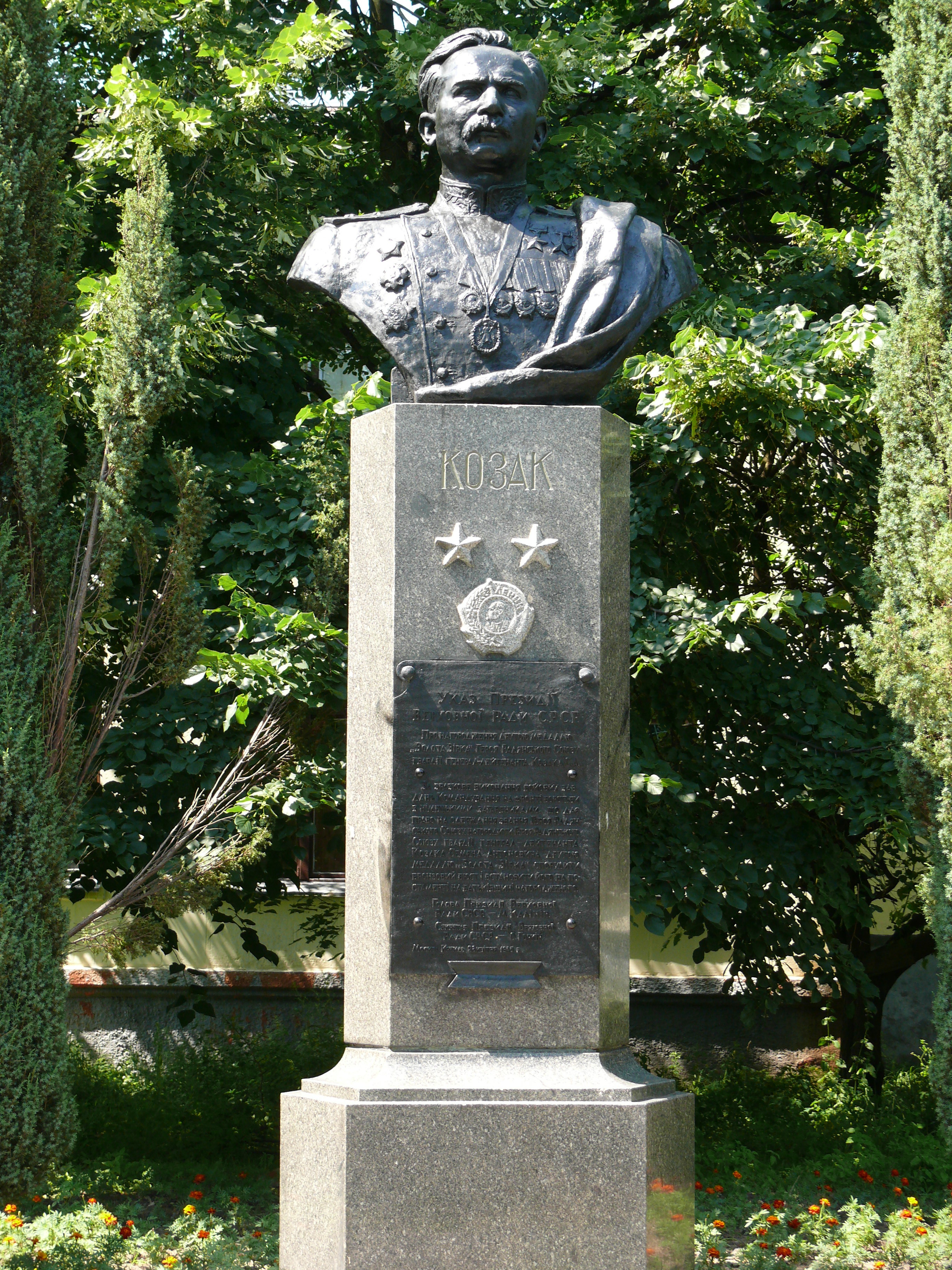
Monumento al teniente general Semión Kozak en Kórosten (Ucrania)

Después del final de la guerra, el teniente general Kozak continuó al mando del cuerpo en el Grupo Central de Fuerzas. En abril de 1947 fue trasladado al distrito militar de Odesa para comandar el 10.º Cuerpo de Fusileros de la Guardia. puesto en el que permaneció hasta julio de 1950 cuando fue nombrado subcomandante del Distrito Militar del Lejano Oriente. Posteriormente, en abril de 1953, se desempeñó como subcomandante del 15.º Ejército, estacionado en Sajalín y las Islas Kuriles. hasta septiembre de ese mismo año cuando asumió el mando de dicho ejército. Mientras servía al mando del ejército murió el 24 de diciembre de 1953 en Yuzhno-Sajalinsk y fue enterrado en el cementerio Novodévichi en la capital moscovita.

## Promociones
- Mayor general (25 de octubre de 1943)
- Teniente general (19 de abril de 1945)[3]

## Condecoraciones
A lo largo de su carrera militar Semión Kozak fue galardonado con las siguientes condecoraciones:
Unión Soviética
|  | Héroe de la Unión Soviética, dos veces (26 de octubre de 1943 y 28 de abril de 1945)                                              |
|  | Orden de Lenin, dos veces (26 de octubre de 1943 y 20 de junio de 1949)                                                           |
|  | Orden de la Bandera Roja, cuatro veces (10 de marzo de 1943, 24 de agosto de 1943, 3 de noviembre de 1944 y 21 de agosto de 1953) |
|  | Orden de Suvórov de 2.do grado (11 de marzo de 1944)                                                                              |
|  | Orden de Kutúzov de 2.do grado (27 de agosto de 1943)                                                                             |
|  | Orden de Bohdán Jmelnitski de 2.do grado (19 de marzo de 1944)                                                                    |
|  | Medalla por la Defensa de Moscú (1944)                                                                                            |
|  | Medalla por la Defensa de Stalingrado (1944)                                                                                      |
|  | Medalla por la Victoria sobre Alemania en la Gran Guerra Patria 1941-1945 (1945)                                                  |
|  | Medalla por la Conquista de Viena (1945)                                                                                          |
|  | Medalla por la Liberación de Belgrado (1945)                                                                                      |
|  | Medalla del 30.º Aniversario de las Fuerzas Armadas de la URSS (1948)                                                             |
|  | Medalla Conmemorativa del 800.º Aniversario de Moscú (1947)                                                                       |

Otros países
|  | Orden de Héroe del Pueblo (Yugoslavia)                        |
|  | Orden al Mérito de la República Popular Húngara de 3.er grado |